# Bythinella opaca
Bythinella opaca is een slakkensoort uit de familie van de Hydrobiidae. De wetenschappelijke naam van de soort is voor het eerst geldig gepubliceerd in 1848 door M. von Gallenstein.